# Neg genital
Negii genitali (sinonim: condiloame acuminate, sinonim: vegetatii veneriene) sunt papule (proeminente) de culoarea pielii situate genital și perigenital, cauzate de virusul HPV (Human Papilloma Virus).  
Negii genitali fac parte dintre bolile cu transmitere sexuală (STD- sexually transmitted disorders, ITS -infecții cu transmitere sexuală, boli venerice).

## Etiologie
Cauza apariției negilor genitali este în toate cazurile infecția cutanată cu virusul HPV (Human Papilloma Virus).
Nu toate tulpinile de HPV conduc în urma infectării la apariția de negi genitali. Există actualmente aproximativ 200 de tulpini diferite de HPV, iar dintre acestea doar 100 au fost caracterizate din punct de vedere genomic. Tulpinile cel mai des implicate în apariția negilor genitali sunt HPV 6, 11, 42, 43 și 44.  
Transmiterea tulpinilor care cauzează apariția de negi genitali se realizează predominant sexual, ca în cazul oricărei alte ITS. 
Alte afecțiuni cauzate de către virusul HPV sunt: 
- veruci vulgare, date de HPV 1, HPV 2, HPV 4, HPV 29
- veruci plane (juvenile) date de HPV 3, HPV 10
- veruci plantare date de HPV 1, HPV 2, HPV 4, HPV 10
- papiloame (cornoase, filiforme digitate, orale)
- papilomatoză orală floridă
- epidermodisplazia veruciforma Lewandowski-Lutz
- condilomatoza gigantă pseudoepiteliomatoasă Buschke-Lowenstein

## Tratament

### Tratament local
Negii genitali se tratează prin varii metode distructive: electrocauterizarea negilor genitali, aplicarea de diverse topice împotriva negilor genitali (podofilină, condyline, aldara-imiquimod) , crioterapia- înghețarea negilor genitali, s.a. 
O parte dintre metode se realizează doar în cabinetul medicului dermatolog (electroterapia, excizia) altele pot beneficia și de tratament la domiciliu. În această ultimă categorie de metode terapeutice se înscriu aplicările locale de podofilină, podofilotoxina, imiquimod.

### Tratament general
Se presupune că negii genitali apar ca urmare a scăderii imunității, ca urmare deseori se recomandă diverse remedii (medicamentoase sau igieno-dietetice) de natură să crească imunitatea. Actualmente nu există metode directe de a măsura imunitatea locală cutanată, astfel încât tratamentele de creștere a imunității sunt mai degrabă tratamente empirice. 